# Plottes
Plottes è un comune francese di 601 abitanti situato nel dipartimento della Saona e Loira nella regione della Borgogna-Franca Contea.
Dal 1972 al 2001 è stato unito al comune di Tournus.

## Società

### Evoluzione demografica
Abitanti censiti